# Barry Keoghan
Barry Keoghan, född 18 oktober 1992 i Summerhill i Dublin, är en irländsk skådespelare.
År 2022 medverkade han i långfilmen The Banshees of Inisherin. För sin insats i filmen tilldelades han en BAFTA Award och nominerades bland annat till en Oscar för bästa manliga biroll vid Oscarsgalan 2023.
Keoghans mor var drogmissbrukare och dog när han var 12 år. Tillsammans med sin bror tillbringade han sedan sju år i 13 olika fosterhem, innan de kunde tas om hand om av sin mormor, moster och äldre syster.

## Filmografi i urval
- 2014 – '71
- 2017 – The Killing of a Sacred Deer
- 2017 – Dunkirk
- 2019 – Chernobyl (TV-serie)
- 2021 – Eternals
- 2021 – The Green Knight
- 2022 – The Batman
- 2022 – The Banshees of Inisherin
- 2023 – Saltburn
- 2024 – Bird
- 2025 – Hurry Up Tomorrow